# Projekt 1159
Projekt 1159, Deckname Delfin (russisch „Дельфин“), von der NATO als Koni-Klasse bezeichnet, war eine Klasse von Fregatten, die in der Sowjetunion für den Export entwickelt wurde. Vierzehn Fregatten dieses Typs wurden von 1973 bis 1988 in Selenodolsk gebaut. Die Volksmarine der DDR bezeichnete diese Klasse als Küstenschutzschiff (KSS).

## Entwicklung
Das Projekt 1159 wurde ab 1968 entwickelt und war für den Export in befreundete Staaten vorgesehen. Die Entwicklung begann fünf Jahre nach dem Planungsstart von Projekt 1124 und profitierte von den Erkenntnissen, die man bei dessen Bau sowie beim Einsatz der Einheiten des Projekts 159 gesammelt hatte.
Die Schiffe des Projekts 1159 waren – bei einer um 4 Knoten  niedrigeren Höchstgeschwindigkeit – deutlich hochseetauglicher als ihre Vorgänger. Das erste Schiff der Klasse wurde 1975 in Dienst gestellt, nach insgesamt 14 Schiffen endete die Produktion im Jahr 1987. Von diesen 14 gehörten 6 zum Projekt 1159, 6 weitere zum modifizierten Projekt 1159-T (Koni-II-Klasse) und 2 zum für Libyen gebauten Projekt 1159-TR (Koni-III-Klasse).

## Technik

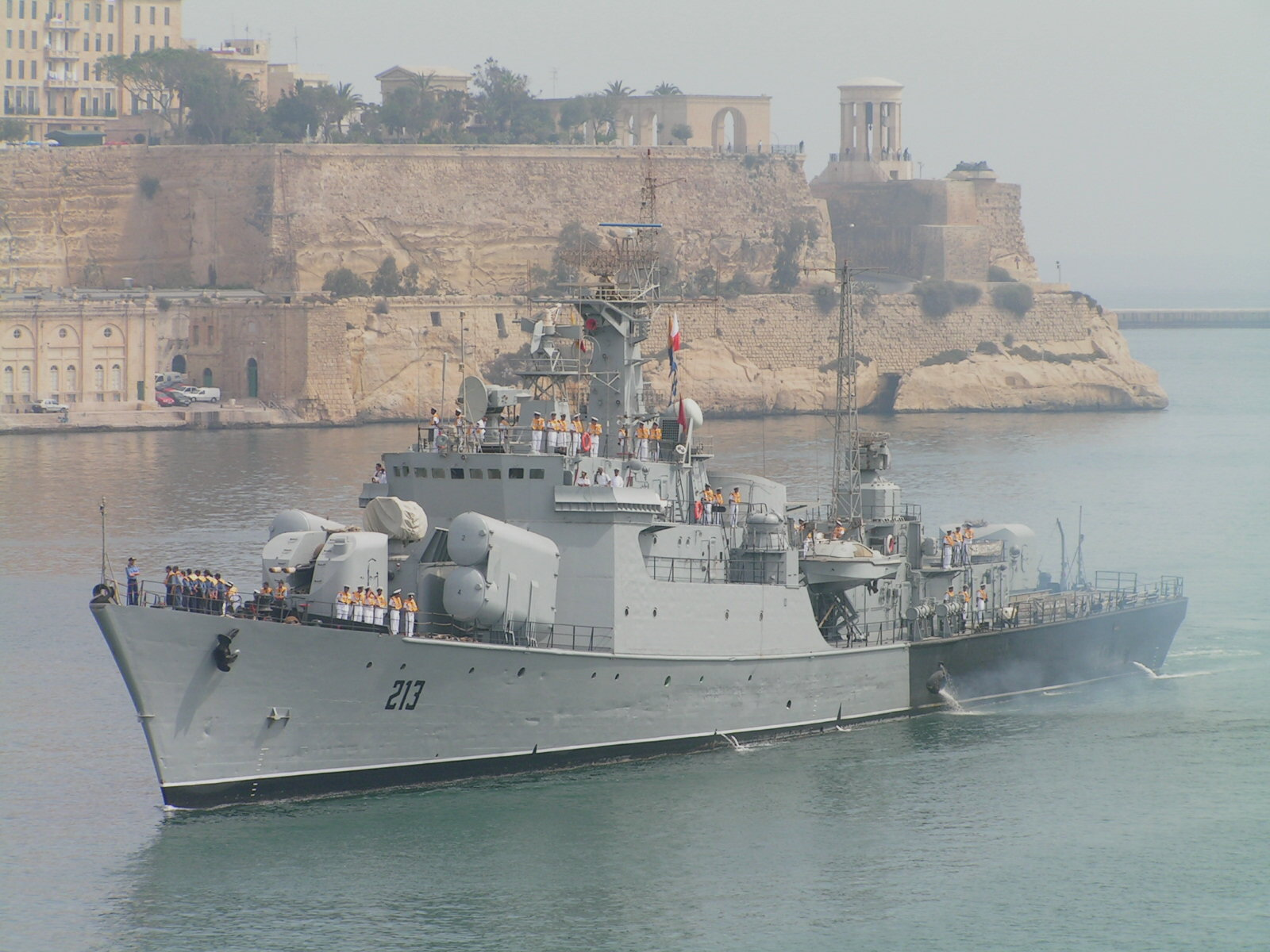
Die Al Ghardabia läuft 2005 in Valletta ein. Im Mai 2011 wurde sie in einem libyschen Hafen zum Ziel von Luftangriffen der NATO.

### Antrieb
Das Antriebskonzept von Projekt 1159 entspricht weitgehend dem bereits beim Projekt 1124 verwendeten. Es ist ein CODAG-Antrieb mit zwei Typ-68B-Dieselmotoren mit je 8.000 PS (5.884 kW), gekoppelt mit einer M-813-Gasturbine mit 18.000 SHP (14.710 kW). Über drei Propeller können so 22 Knoten allein mit den Dieselmotoren erreicht werden, die maximal mögliche Geschwindigkeit mit Gasturbinenzusatz liegt bei knapp 30 Knoten. Für den Einsatz wurde die ökonomisch sinnvollste Geschwindigkeit deutlich niedriger, mit 14–15 Knoten, angegeben.

### Bewaffnung
Die Geschützbewaffnung besteht aus zwei AK-726-Türmen mit je zwei koaxial montierten 76-mm-Geschützen. Je ein Turm auf der Back und am Heck. Zusätzlich sind zwei RBU-6000-Wasserbombenwerfer zwischen vorderem Geschützturm und Brücke auf dem Aufbau aufgestellt.
Zur Bekämpfung von Luftzielen sind die Schiffe mit einem Starter für 4K33-Osa-M-Flugabwehrraketen ausgerüstet. Im Nahbereich können zwei AK-230-Türme mit je zwei 30-mm-Maschinenkanonen eingesetzt werden.
Die für Jugoslawien gebauten Schiffe Split (später in Beograd umbenannt) und Kopar (später in Podgorica umbenannt) erhielten vier Starter für je einen P-20-Marschflugkörper. Die Starter waren so aufgestellt, dass die Raketen nach Achtern abgefeuert wurden.
Die beiden Schiffe für Libyen erhielten zwei Startcontainer mit je zwei P-20M, die in Richtung des Bugs abgefeuert werden.

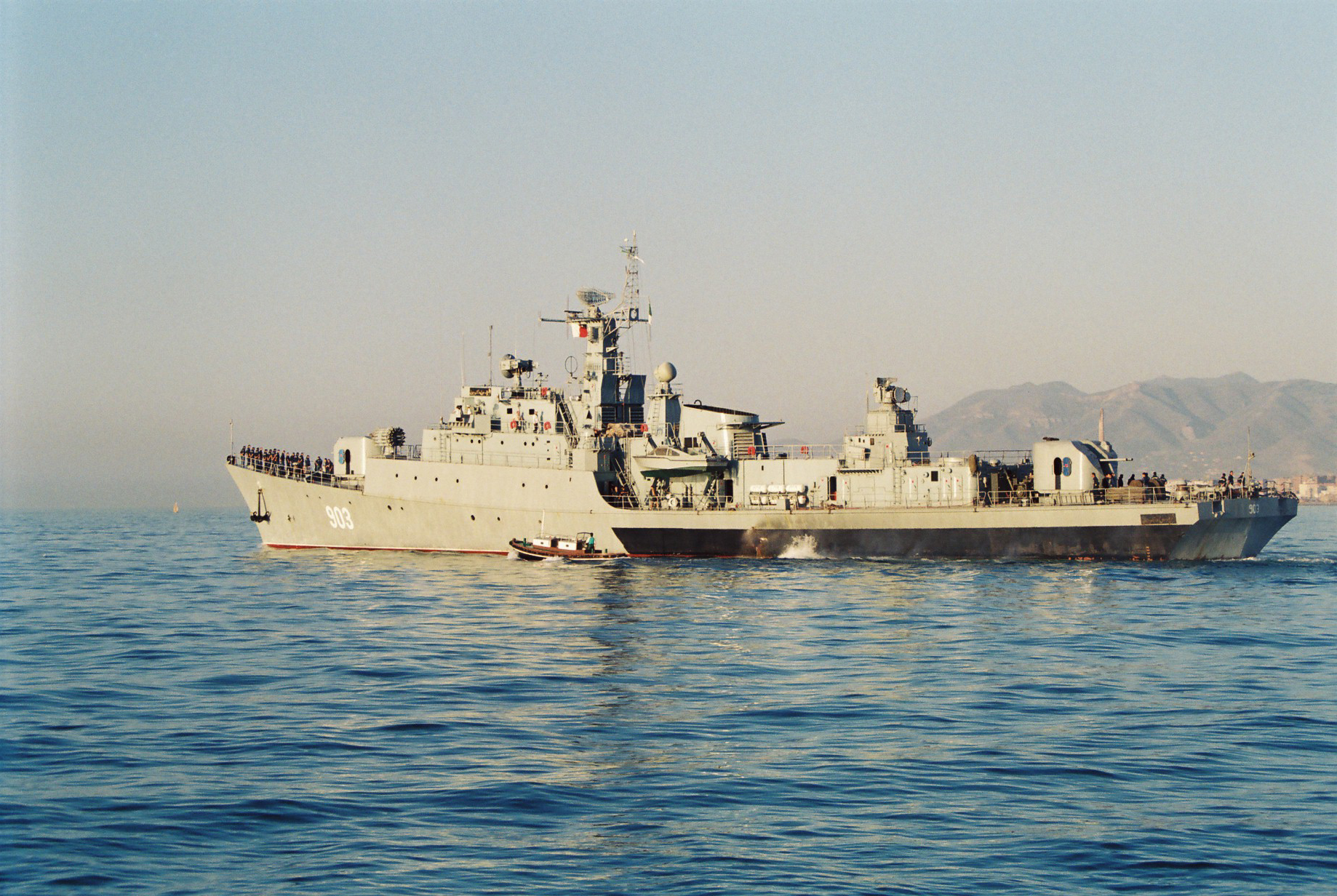
Rais Korfu 1994, vor der Umrüstung

Die algerischen Einheiten wurden ab 1999 in Russland modernisiert (Projekt 1159TM). Die Nahbereichsluftabwehr wurde auf zwei AK-630M mit dem MR-123-Feuerleitsystem umgestellt und es wurden zwei 533-mm-Zwillingstorpedorohre, das See-/Luft-Überwachungsradar Positiv-ME1 sowie zwei KL-101-Täuschkörperwerfer installiert.

### Sensoren
Die Schiffe verfügten über ein Radarsystem für die Navigation, Luft- und Oberflächensuche und zur Feuerleitung. Zur Suche nach U-Booten war unterhalb des Rumpfes ein Sonar montiert und eine Vorrichtung zum Einsatz eines Schleppsonars befand sich am Heck.

## Einheiten

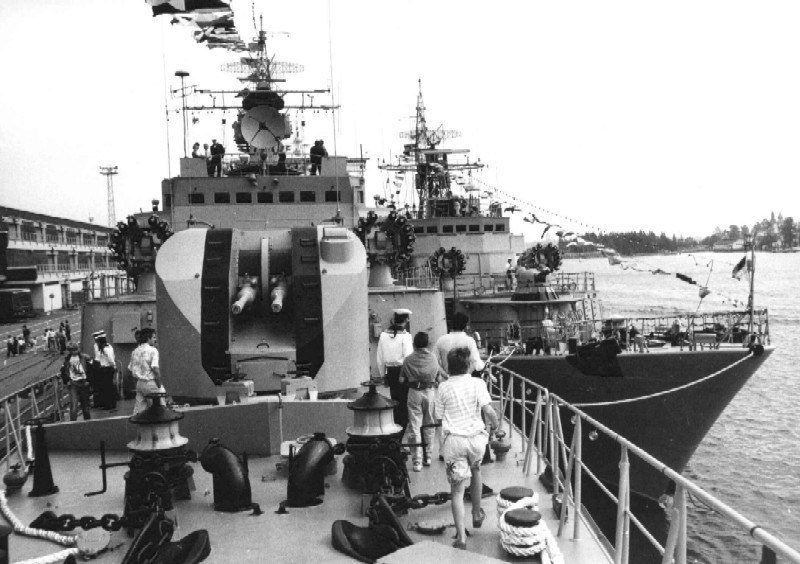
Fregatte Rostock, rechts dahinter Küstenschutzschiff Wismar 1989. Der AK-726-Turm der Rostock ist im Vordergrund zu sehen, auf dem Dach der Brücke erkennt man die Schüssel des zugehörigen Feuerleitradars „Jakor“ (NATO: „Hawk Screech“).

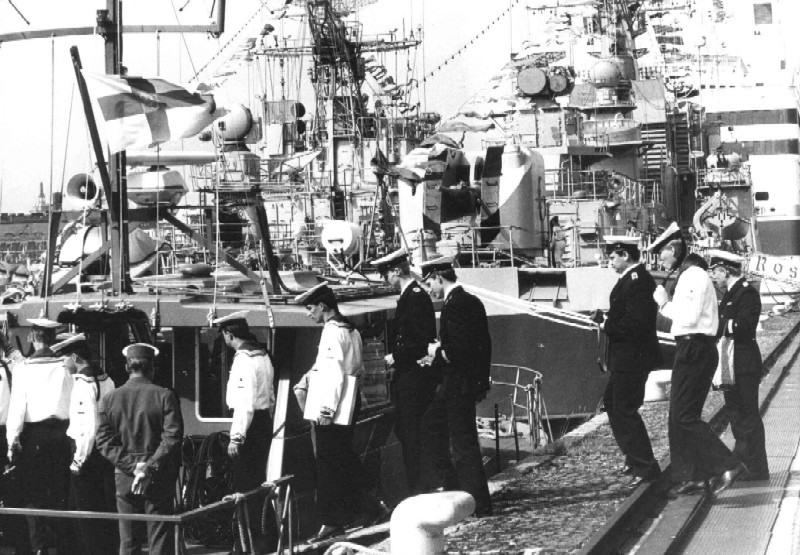
Heckansicht der Fregatte Rostock, links Küstenschutzschiff Wismar 1989. Hinter dem achteren AK-726-Turm der Rostock ist das Feuerleitradar für die OSA-Luftabwehrraketen vom Typ MPZ-301 (NATO: „Pop Group“) mit seinen zwei unterschiedlich großen kreisrunden Antennen für die Verfolgung von Ziel und Rakete auf den Aufbauten zu sehen.

Nur ein einziges Schiff der Klasse namens Delfin blieb zu Ausbildungs- und Demonstrationszwecken in der Sowjetunion; es wurde 1990 an Bulgarien verkauft, wo es noch heute in Dienst steht.
| Name                                 | Kennung   | Stapellauf         | Außerdienststellung | Marine                                    | Verbleib/Status |
| Typ I                                | Typ I     | Typ I              | Typ I               | Typ I                                     | Typ I |
| ------------------------------------ | --------- | ------------------ | ------------------- | ----------------------------------------- | --- |
| Delfin Смели (bulgarisch für Mutig)  | 11        | 1975               |                     | Sowjetunion Bulgarien                     | nach Bulgarien verkauft, in Dienst |
| Nerpa Rostock                        | 141 F 224 | 1978 (DDR)         | 1990                | Sowjetunion DDR Deutschland               | Deutsche Marine, dann verschrottet |
| Kreschet Berlin – Hauptstadt der DDR | 142       | 10. Mai 1979 (DDR) | 1990                | Sowjetunion DDR                           | verschrottet |
| Split seit 1993 Beograd              | VPB 31    | 1980               | 2002                | Jugoslawien Serbien und Montenegro        | gestrichen |
| Koper seit 1993 Podgorica            | VPB 32    | 1982               | 1997                | Jugoslawien Serbien und Montenegro        | gestrichen |
| Halle                                | 143 F 225 | 28. Januar 1986    | 1995                | DDR Deutschland                           | Deutsche Marine, dann verschrottet |
| Typ II                               |           |                    |                     |                                           | |
| Mourad Rais                          | 901       | 1980               |                     | Algerien                                  | in Dienst |
| Mariel                               | 350       | 1980               |                     | Kuba                                      | Reserve oder abgewrackt |
| Rais Kellik                          | 902       | 1982               |                     | Algerien                                  | in Dienst |
|                                      | 356       | 1983               |                     | Kuba                                      | abgewrackt oder für den Tauchsport versenkt |
| Rais Korfu                           | 903       | 1985               |                     | Algerien                                  | in Dienst |
| Mokada                               | 383 353   | 1987               |                     | Kuba                                      | am 16. Juli 1998 als Attraktion für den Tauchsport versenkt                                                                                                   |
| Typ III                              |           |                    |                     |                                           | |
| Al Hani                              | 212       | 1986               |                     | Libyen Libysche Nationale Befreiungsarmee | um den 20. Februar 2011 an Aufständische übergegangen |
| Al Ghardabia                         | 213       | 1987               |                     | Libyen                                    | am 20. Mai 2011 durch NATO-Luftangriffe beschädigt. Am 8./9. August 2011 wurde das Schiff erneut von britischen Flugzeugen angegriffen und schwer beschädigt. |